# Сизаны
Сизаны (бел. Сізаны) — деревня в Ельском районе Гомельской области Белоруссии. Входит в состав Скороднянского сельсовета.
На западе граничит с лесом.

## География

### Расположение
В 40 км на юго-запад от Ельска, в 215 км от Гомеля, в 22 км от железнодорожной станции Словечно (на линии Калинковичи — Овруч).

## Гидрография
На востоке река Ясинец (приток реки Словечна).

## Транспортная сеть
Транспортные связи по просёлочной, затем автомобильной дороге Скородное — Ельск. Планировка состоит из короткой прямолинейной, почти меридиональной улицы, застроенной деревянными усадьбами.

## История
Основана в начале XX века переселенцами из соседних деревень. В 1917 году хутор в Скороднянской волости Мозырского уезда Минской губернии. В 1930 году создан колхоз «X съезд Советов», открыта начальная школа, работали кузница (с 1931 года), водяная мельница (с 1925 года), сукновальня. Во время Великой Отечественной войны в июне 1943 года оккупанты сожгли деревню и убили 15 жителей. 29 жителей погибли на фронте. В 1959 году в составе совхоза «Скороднянский» (центр — деревня Скородное), размещался клуб.

## Население

### Численность
- 2004 год — 18 хозяйств, 26 жителей.

### Динамика
- 1917 год — 131 житель.
- 1924 год — 27 дворов.
- 1940 год — 44 двора, 195 жителей.
- 1959 год — 192 жителя (согласно переписи).
- 2004 год — 18 хозяйств, 26 жителей.